# Sidodadi Asri
Sidodadi Asri is een bestuurslaag in het regentschap Lampung Selatan van de provincie Lampung, Indonesië. Sidodadi Asri telt 5.263 inwoners (volkstelling 2010).